# Transito di Fobos da Marte

Fobos transita davanti al disco solare, fotografato dal rover Opportunity il 10 marzo 2004

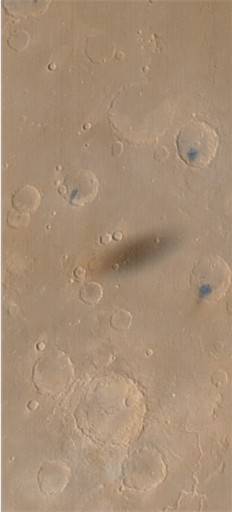
L'ombra di Fobos fotografata dal Mars Global Surveyor

Un transito di Fobos visto da Marte accade ogni volta che il satellite si interpone fra il pianeta e il Sole, per un osservatore posto sulla superficie marziana. Durante questi transiti, Fobos viene visto da un osservatore su Marte come un grande disco nero in rapido movimento sul più grande disco solare. L'evento può essere visto come un'eclissi parziale e mai totale a causa delle diverse dimensioni angolari dei due corpi.
Un osservatore posto in orbita intorno a Marte vedrebbe l'ombra di Fobos in rapidissimo movimento sulla superficie del pianeta. Nella posizione sulla superficie marziana che si trova entro quest'ombra è osservabile il transito del satellite sul disco solare. Queste ombre proiettate su Marte da Fobos sono state fotografate spesso dalla sonda spaziale Mars Global Surveyor e da altre sonde precedenti ad essa.

## Caratteristiche
Normalmente un transito di Fobos dura circa 30 secondi, un periodo molto breve se confrontato alla durata delle eclissi solari viste dalla Terra (che durano normalmente alcuni minuti); ciò è dovuto al rapidissimo moto di rivoluzione del satellite, appena 7,6 ore.
Le ombre proiettate sulla superficie di Marte dai satelliti Fobos e Deimos hanno una variazione stagionale in latitudine, causata dalle orbite equatoriali con bassa inclinazione dei due corpi. In ogni punto della superficie del pianeta, durante un anno marziano vi sono due intervalli temporali in cui le ombre di Fobos o Deimos passano attraverso la sua latitudine. Durante ognuno di questi intervalli di tempo, da quella posizione geografica possono essere osservati 5 o 6 transiti di Fobos e al massimo un transito di Deimos.
L'ombra di Fobos si trova sempre nell'emisfero invernale di Marte, tranne quando essa oltrepassa l'equatore durante gli equinozi. I transiti di Fobos avvengono quindi durante l'autunno e l'inverno marziano nei due emisferi, in modo grosso modo simmetrico rispetto al solstizio invernale.
Se consideriamo l'intera superficie di Marte, durante la maggior parte dei giorni dell'anno vi è un transito di Fobos in qualche suo punto; in alcuni giorni dell'anno, invece, l'ombra del satellite non colpisce il pianeta ma cade a nord o a sud di esso.
Poiché Fobos orbita intorno a Marte ad una distanza minima (inferiore a 10.000 chilometri), il satellite non può essere visto al di sopra dei 70,4° N o al di sotto dei 70,4° S: ovviamente questi sono anche i limiti oltre i quali non è visibile alcun transito di Fobos sul disco solare. Un osservatore che si trovasse a tali latitudini, essendo molto più lontano da Fobos di un altro osservatore che si trovasse sull'equatore di Marte, vedrebbe come risultato un disco di Fobos proiettato sul Sole molto più piccolo, ma i transiti durerebbero per un tempo più lungo.

## Osservazioni
Il rover Opportunity ha fotografato tre transiti di Fobos: il 7 marzo, il 10 marzo e il 12 marzo 2004, immagini mostrate qua sotto. Nella didascalia, la prima riga indica il tempo terrestre, mentre la seconda riga mostra il tempo marziano.
|                   |                   |
| 02:46:23 08:16:41 | 02:46:33 08:16:51 |

|                   |                   |                   |
| 07:36:28 11:04:23 | 07:36:38 11:04:32 | 07:36:48 11:04:42 |

|                   |                   |                   |                   |
| 13:40:47 15:42:35 | 13:40:57 15:42:44 | 13:41:07 15:42:54 | 13:41:17 15:43:04 |

Nella tabella successiva vengono mostrati i dati per i transiti di Fobos dal punto di atterraggio del rover Opportunity. I dati sono stati calcolati usando JPL Horizons: vi sono alcune piccole differenze rispetto ai dati riportati nelle immagini precedenti, dovuti probabilmente a due fattori principali:
- una lieve imprecisione nelle effemeridi usate da JPL Horizons;
- il fatto che JPL Horizons utilizza un'ora solare apparente, mentre gli orari riportati nelle figure sopra devono essere corretti per il tempo solare medio (in pratica parte della discrepanza è dovuta all'equivalente marziano dell'equazione del tempo).

| Transiti di Fobos visti dal sito di atterraggio del rover Opportunity          | Transiti di Fobos visti dal sito di atterraggio del rover Opportunity | Transiti di Fobos visti dal sito di atterraggio del rover Opportunity | Transiti di Fobos visti dal sito di atterraggio del rover Opportunity | Transiti di Fobos visti dal sito di atterraggio del rover Opportunity | Transiti di Fobos visti dal sito di atterraggio del rover Opportunity |
| Durata tempo terrestre (UTC)                                                   | Durata (tempo solare locale)                                          | Separaz. minima                                                       | Diam. ang. di Fobos                                                   | Diam. ang. del Sole                                                   | Altezza del Sole                                                      |
| ------------------------------------------------------------------------------ | --------------------------------------------------------------------- | --------------------------------------------------------------------- | --------------------------------------------------------------------- | --------------------------------------------------------------------- | --------------------------------------------------------------------- |
| I transiti precedenti sono avvenuti fra l'aprile e il maggio 2003              |                                                                       |                                                                       |                                                                       |                                                                       |                                                                       |
| 7 marzo 2004 (02:46:25 – 02:46:54)                                             | 08 18 32 – 08 19 00                                                   | 671"                                                                  | 779.2"                                                                | 1230.7"                                                               | 34.6°                                                                 |
| 8 marzo 2004 (01:39:58 – 01:40:31)                                             | 06 35 36 – 06 36 08                                                   | 517"                                                                  | 665.0"                                                                | 1229.8"                                                               | 8.9°                                                                  |
| 10 marzo 2004 (07:36:33 – 07:37:07)                                            | 11 06 16 – 11 06 49                                                   | 114"                                                                  | 908.4"                                                                | 1227.6"                                                               | 76.3°                                                                 |
| 11 marzo 2004 (14:47:15 – 14:47:53)                                            | 17 27 19 – 17 27 56                                                   | 193"                                                                  | 669.4"                                                                | 1226.3"                                                               | 8.0°                                                                  |
| 12 marzo 2004 (13:41:02 – 13:41:38)                                            | 15 44 38 – 15 45 13                                                   | 64"                                                                   | 784.5"                                                                | 1225.5"                                                               | 33.7°                                                                 |
| 13 marzo 2004 (12:30:00 – 12:30:28)                                            | 13 57 16 – 13 57 42                                                   | 625"                                                                  | 880.4"                                                                | 1224.6"                                                               | 60.4°                                                                 |
| I successivi transiti di Fobos sono avvenuti nella seconda metà del marzo 2005 |                                                                       |                                                                       |                                                                       |                                                                       |                                                                       |